# エーティーワークス
株式会社エーティーワークス(A.T.WORKS, Inc.)は、富山県富山市に本社を置く、コンピュータ関連企業。

## 概要
この会社の主な事業は、ホスティングサーバサービス、コンピュータハードウェアの製造販売、コンピュータソフトウェア製品の製造販売および、セキュリティ製品の製造販売である。
この会社のハードウェア製品は、赤色を基調としたデザインが特徴である。2013年11月現在、自社製造しているサーバおよびアプライアンス製品の前面（サーバラックに収容した際の前面）は、すべて赤色である。ただし、ワークステーションなど一部の製品では赤以外の製品もある。
また、1Uブレードサーバの1/4の大きさ(ウェブサイトでは1/4Uと表記している）の製品を主要な製品としている。1/4Uのサーバは、サーバラック1基に、1Uブレードサーバと比較してより多くの台数のサーバを設置できる。（ただし、サーバラックの電源容量や排熱処理、設置可能重量などを考慮しなくてはならない。）
株式会社リンクおよび、株式会社ネットフォースとの協業でAT-LINKホスティングサーバサービスを展開している。

## 沿革
- 1994年（平成6年） 4月 - 株式会社エーティーワークス設立。
- 1996年（平成8年） 9月 - AT-LINK専用サーバサービスを供用開始。
- 2000年（平成12年）2月 - 東京営業所開設。
- 2002年（平成14年）4月 - AT-LINK専用サーバサービス データセンタ保守部門を独立子会社化し、株式会社ネットフォース設立。
- 2003年（平成15年）5月 - サンフランシスコ事務所開設。

- 2009年（平成21年）9月 - エーティーワークスR&Dファクトリー開設。
- 2010年（平成22年）4月 - 東京本社移転（港区赤坂[アーク森ビル]から港区六本木[六本木ヒルズ森タワー]へ）

## 主な製品

### ハードウェア製品

#### サーバ製品
- Beagleシリーズ
- radservシリーズ
- Stingrayシリーズ
- Assaultシリーズ
- VARIOUSシリーズ

#### アプライアンスサーバ製品
- Web Beagle(ロードバランサ)
- Secure Beagle(透過型ファイアウォール)
- VPN Beagle(VPN接続機器)
- Sentinel Beagle(スパムフィルタ)

### ソフトウェア製品
- Adminaid(Linuxサーバ管理支援ソフトウェア)

### セキュリティ製品
- iDoors(入退室管理システム)

## 関連企業
- 株式会社ATWプラス
- 株式会社KDC
- A.T.WORKS TAIWAN, INC.